# Баркалов, Владимир Павлович
Владимир Павлович Баркалов (1882 — 1941) — герой Первой мировой войны, участник Белого движения, командир бронепоездных частей ВСЮР и Русской армии, генерал-майор.

## Биография
Из потомственных дворян Курской губернии.
Окончил Орловский Бахтина кадетский корпус (1900) и Константиновское артиллерийское училище (1902), откуда выпущен был подпоручиком во 2-ю артиллерийскую бригаду. Произведен в поручики 21 августа 1905 года.
1 октября 1905 года переведен во 2-ю Восточно-Сибирскую стрелковую артиллерийскую бригаду, 25 ноября 1908 года — в 24-ю артиллерийскую бригаду, а 19 апреля 1909 года — обратно во 2-ю Восточно-Сибирскую стрелковую артиллерийскую бригаду. Произведен в штабс-капитаны 1 сентября 1909 года.
В Первую мировую войну вступил со 2-й Сибирской стрелковой артиллерийской бригадой. Удостоен ордена Св. Георгия 4-й степени
За то, что в бою при господском дворе Вымыслов-Французский 6 ноября 1914 года вывел свою батарею на открытую позицию на линию стрелковой цепи и своим огнем заставил замолчать неприятельскую батарею, обратив неприятельскую пехоту в бегство.
Произведен в капитаны 4 сентября 1915 года «за отличия в делах против неприятеля». 24 февраля 1917 года назначен командующим 2-й батареей 132-го отдельного артиллерийского дивизиона, а 27 апреля 1917 года произведен в подполковники с утверждением в должности. Награждён Георгиевским крестом 4-й степени с лавровой веткой
За подвиги личной храбрости и доблести, оказанные в бою 9 июля 1917 года у Богушинского леса.
В октябре 1917 года участвовал в боях с большевиками в Москве. В ноябре 1917 прибыл на Дон в Добровольческую армию. Участвовал в 1-м Кубанском походе в должности начальника разведывательного отдела штаба армии. В Вооруженных силах Юга России и Русской армии служил в бронепоездных частях, сперва на бронепоезде «Князь Пожарский». Был произведен в полковники. С 6 августа 1919 года назначен командиром бронепоезда «Грозный», с 19 сентября 1919 — командиром 6-го бронепоездного дивизиона. С 17 мая 1920 года назначен командиром 2-го бронепоездного дивизиона, в каковой должности оставался до эвакуации Крыма. На 30 декабря 1920 года — командир 6-го бронепоездного артиллерийского дивизиона в Галлиполи. Произведен в генерал-майоры. В 1921 году дивизион был переправлен в Болгарию на пароходе «Ак Дениз», а осенью 1925 года переведен во Францию.
В эмиграции во Франции. Состоял членом Общества офицеров-артиллеристов и председателем Объединения 6-го бронепоездного артиллерийского дивизиона (1933). Умер в 1941 году в Париже. Похоронен на кладбище Банье.

## Награды
- Орден Святого Станислава 3-й ст. (ВП 1.06.1907)
- Орден Святой Анны 3-й ст. (ВП 19.02.1912)
- Орден Святого Георгия 4-й ст. (ВП 6.04.1915)
- Орден Святой Анны 2-й ст. с мечами (ВП 5.12.1916)
- Высочайшее благоволение «за отличия в делах против неприятеля» (ВП 29.01.1917)
- Георгиевское оружие (Приказ по 10-й армии от 5 сентября 1917 года, № 1063)
- Георгиевский крест 4-й степени с лавровой веткой (№ 1065653)